# Metalampra italica
Metalampra italica là một loài bướm đêm thuộc họ Oecophoridae. Nó là loài bản địa của Ý, but its range has increased over time và the species has been seen as far North as Devon năm Đảo Anh.
Sải cánh dài khoảng 12 mm.
The larvae feed năm decaying wood, usually Quercus, beneath the bark.